# Seka Chekorsa Woreda
Seka Chekorsa Woreda är ett distrikt i Etiopien. Det ligger i den västra delen av landet, 300 km sydväst om huvudstaden Addis Abeba.